# Lata Mangeshkar
Lata Mangeshkar (marata: लता मंगेशकर) (Indore, 28 de setembro de 1929 — Bombaim, 6 de fevereiro de 2022) foi uma cantora da Índia, conhecida por seu extenso trabalho em trilhas sonoras de filmes de Bollywood.

## Carreira
Sua carreira começou em 1942, e até então somou participação em mais de 980 filmes, cantando em mais de vinte línguas regionais da Índia, mas principalmente em hindi. Lata é irmã de Asha Bhosle, Hridayanath Mangeshkar, Usha Mangeshkar e Meena Mangeshkar, todos também cantores. Ela foi a segunda cantora a receber o Bharat Ratna, a maior honra civil indiana.
A cantora esteve no Guinness World Records de 1974 a 1991 por maior quantidade de gravações do mundo. Estimava-se que ela havia gravado pelo menos 25 mil canções entre 1948 e 1974, e 30 mil entre 1948 e 1987, de acordo com a versão de 1987. Entretanto, estimativas atuais estão na ordem de seis a sete mil canções.

## Morte
Morreu em 6 de fevereiro de 2022, em Bombaim, com uma falência múltipla de órgãos após ficar internada por complicações da COVID-19.